# Utopia (Axxis)
Utopia è un album pubblicato dalla hard rock - power metal band tedesca Axxis nel 2009, particolare poiché rappresenta il ventesimo anniversario della band teutonica.

## Tracce
1. Journey to Utopia – 1:39
2. Utopia – 3:59
3. Last Man on Earth – 4:51
4. Fass Mich An – 5:10
5. Sarah Wanna Die – 5:54
6. My Fathers' Eyes – 4:40
7. The Monsters Crawl – 4:44
8. Eyes of a Child – 4:32
9. Heavy Rain – 4:32
10. For You I Will Die – 5:30
11. Underworld – 3:56

### Tracce speciali
1. "Taste My Blood"
2. "20 Years Anniversary Song"